# DSM Baancircuit

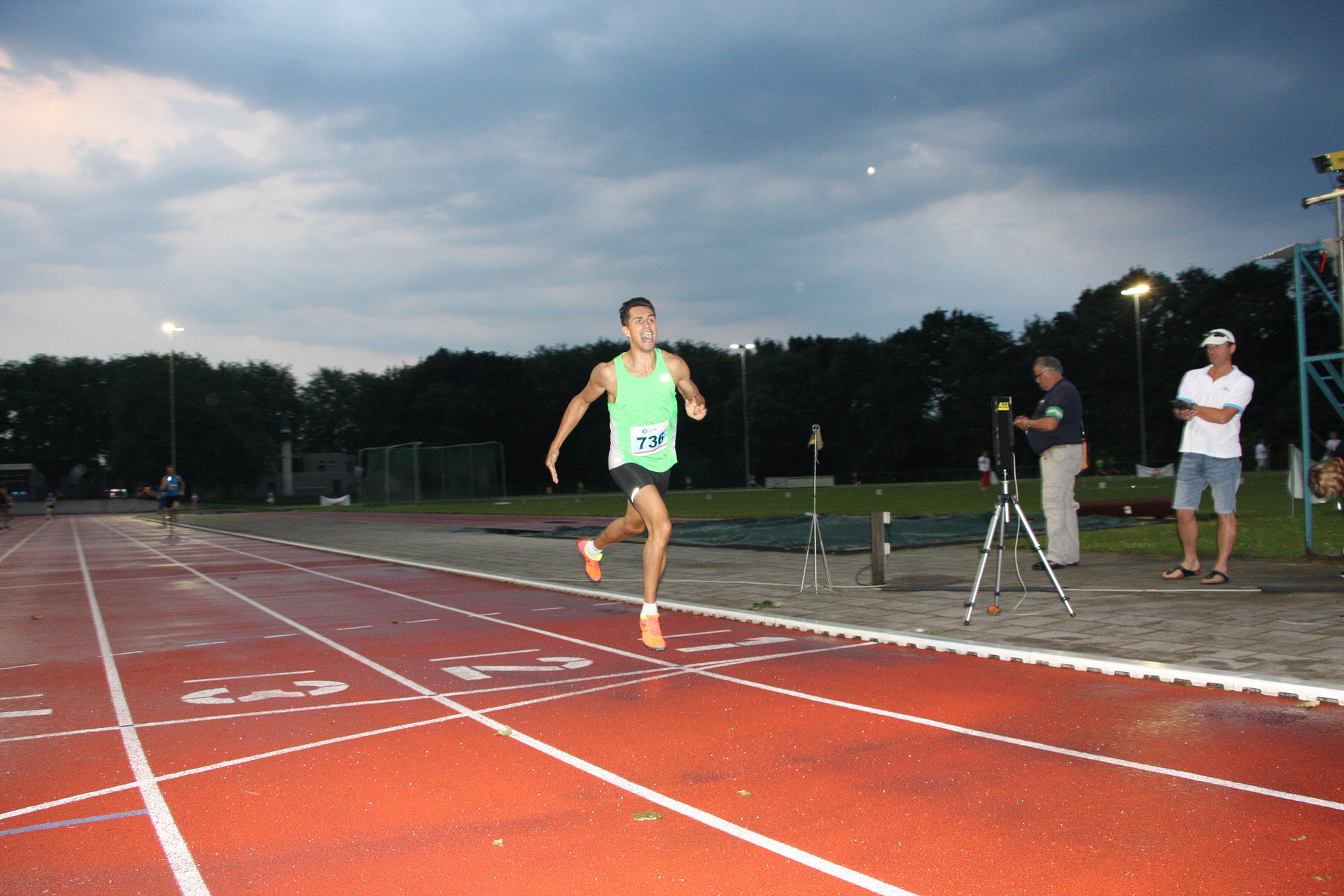
Owen Westerhout finisht tijdens het DSM Baancircuit in Dronten.

Het DSM Baancircuit is een Nederlands atletiekevenement, dat jaarlijks plaatsvindt bij verschillende atletiekverenigingen uit regio  Regio IJsseldelta. Het circuit bestaat uit een vijftal atletiekwedstrijden voor de nationale (sub)top. De wedstrijd is gratis te bezoeken. De eerste editie van het DSM Baancircuit werd in 2002 georganiseerd. 

## Prestaties en records
In de loop der jaren zijn er verschillende goede prestaties neergezet tijdens het DSM Baancircuit.
Bekijk hieronder de records van het DSM Baancircuit:
| Mannen               |                          |           |      |
| Onderdeel            | Atleet                   | Prestatie | Jaar |
| -------------------- | ------------------------ | --------- | ---- |
| 100 m                | Gregor van Betuw         | 10,75 s   | 2007 |
| 200 m                | Marvin Douma             | 21,48 s   | 2015 |
| 300 m                | Vincent Kerssies         | 34,78 s   | 2009 |
| 400 m                | Sjors Kampen             | 48.72 s   | 2006 |
| 800 m                | Nick Marsman             | 1.53,90   | 2017 |
| 1000 m               | Sybren Mulder            | 2.26,70   | 2008 |
| 1500 m               | Tijs Groen               | 3.52,06   | 2008 |
| 3000 m               | Erik Negerman            | 8.34,74   | 2009 |
| 5000 m               | Arend Mulder             | 15.14,58  | 2008 |
| 10000 m              | Zac Freudenberg          | 31.28,54  | 2002 |
| 110 m horden         | Eelco Sintnicolaas       | 14,48 s   | 2013 |
| 400 m horden         | Kevin van den Wassenberg | 55,43 s   | 2011 |
| 3000 m st            | Noel Keijsers            | 9.04,87 s | 2004 |
| verspringen          | Marc van der Worp        | 7,28 m    | 2003 |
| hink-stap-sprong     | Sander Hage              | 14,74 m   | 2012 |
| hoogspringen         | Joost Niekus             | 2,03 m    | 2009 |
| polsstokhoogspringen | Thomas Ritte ( GER)      | 4,85 m    | 2009 |
| kogelstoten          | Patrick Cronie           | 16,85 m   | 2011 |
| discuswerpen         | Stephan Dekker           | 51,19 m   | 2012 |
| speerwerpen          | Daan Meijer              | 73,38 m   | 2013 |
| kogelslingeren       | Vincent Onos             | 66,37 m   | 2012 |

| Vrouwen              |                    |            |      |
| Onderdeel            | Atleet             | Prestatie  | Jaar |
| -------------------- | ------------------ | ---------- | ---- |
| 100 m                | Karene King ( IVB) | 11,96 s    | 2016 |
| 200 m                | Stephanie Beuling  | 25,04 s    | 2007 |
| 300 m                | Marit Dopheide     | 39,97 s    | 2009 |
| 400 m                | Suzanne Voorrips   | 55.59 s    | 2016 |
| 800 m                | Elsbeth Ciesluk    | 2.15,99    | 2002 |
| 1000 m               | Anne van den Hurk  | 2.48,06    | 2005 |
| 1500 m               | Adrienne Herzog    | 4.13,03    | 2006 |
| 3000 m               | Marcella Herzog    | 9.24,00    | 2016 |
| 5000 m               | Miranda Boonstra   | 15.53,41   | 2004 |
| 10000 m              | Daphne Panhuizen   | 34.29,92   | 2002 |
| 100 m horden         | Lisanne Drost      | 14,35 s    | 2017 |
| 400 m horden         | Suzanne Dekkers    | 1.03,24 s  | 2007 |
| 3000 m st            | Saskia van Vugt    | 11.24,46 s | 2008 |
| verspringen          | Annelies Fortuin   | 5,81 m     | 2009 |
| hink-stap-sprong     | Louise Taatgen     | 12,12 m    | 2016 |
| hoogspringen         | Marije Langen      | 1,75 m     | 2004 |
| polsstokhoogspringen | Yvette Caldenhove  | 3,75 m     | 2007 |
| kogelstoten          | Pamela Kiel        | 14,39 m    | 2014 |
| discuswerpen         | Monique Jansen     | 56,28 m    | 2011 |
| speerwerpen          | Femke Oude Ophuis  | 46,20 m    | 2013 |
| kogelslingeren       | Maaike Schetters   | 55,77 m    | 2009 |

## Onderdelen
De onderdelen die op het DSM Baancircuit worden afgewerkt, verschillen per jaar.